# 762 هـ
762 هـ هي سنة في التقويم الهجري امتدت مقابلةً في التقويم الميلادي بين سنتي 1360 و1361.

## مواليد
- بايزيد الأول
- بدر الدين العيني
- جلال الدين البلقيني
- ولي الدين العراقي
- شهاب الدين البوصيري

## وفيات
- عبد الله الزيلعي
- ابن الدريهم
- مغلطاي بن قليج